# Breiðárlón
Il piccolo lago Breiðárlón (letteralmente: laguna dell'ampio fiume) si trova nella regione meridionale di Austurland, nella contea di Austur-Skaftafellssýsla in Islanda, a sud del ghiacciaio Vatnajökull. Si trova all'interno del parco nazionale del Vatnajökull, un suo breve emissario lo collega al vicino lago glaciale Fjallsárlón.
È possibile raggiungere il lago tramite un impervio sentiero lungo 3 km, che parte dalla Ring Road. Nelle acque del lago è possibile vedere numerosi iceberg durante tutto l'anno.